# Code Civile
Code civile (hrvatski: Građanski zakonik) francuski je građanski zakonik, usvojen 21. ožujka 1804. pod nazivom Code civil des Français, ponovno objavljen 1807. kao Code Napoléon, a posljednje službeno izdanje objavljeno je 1816.

Njime je Napoleon Bonaparte pokušao na jedno mjesto svrstati sve građansko-pravne odnose.
Tim zakonikom svim građanima bila je omogućen sloboda djelovanja, dok je utemeljen i građanski brak.
Code civile postao je revolucionarnim zakonikom za cijelu Europu.
Na ovom zakoniku započela je pravna kultura za mnoge države svijeta.

## Vanjske poveznice
- [neaktivna poveznica]